# Trivirostra obscura
Trivirostra obscura is een slakkensoort uit de familie van de Triviidae. De wetenschappelijke naam van de soort is voor het eerst geldig gepubliceerd in 1849 door John Samuel Gaskoin.